# Micropterix uxoria
Micropterix uxoria és una espècie d'arna de la família Micropterigidae. Va ser descrita per Walsingham, l'any 1919.
És una espècie endèmica de Sicília.